# صدتومانی‌های بیابان
صدتومانی‌های بیابان (نام علمی: Acourtia) نام یک سرده از تیره کاسنیان است.